# HV-1 Mufli
Il HV-1 Mufli era un velivolo a propulsione umana, che è stato costruito nel 1933 dagli ingegneri Helmut Haeßler e Franz Villinger, che in quel periodo lavoravano alla fabbrica di aerei Junkers a Dessau.
Questo velivolo non era auto-avviabile, ma doveva essere avviato con l'aiuto di una catapulta. Il 30 agosto 1935 il pilota di aliante Karl Dünnebeil eseguì con l'HV-1 un volo rettilineo per una distanza di 235 metri e un tempo di volo di 23 secondi presso l'aeroporto di Francoforte-Rebstock.
Un lancio autonomo del HV-1 non è stato mai possibile perché gli studi preliminari di Haessler e Villinger contenevano degli errori in termini di prestazioni umane applicabili.
Inoltre, in quel periodo i materiali a disposizione e le possibilità tecniche non potevano permettere un volo sostenuto interamente dalla forza muscolare.

### Esplicative
1. ↑  Il nome deriva, in sostanza, dalla contrazione della locuzione Muskelkraft-Flugzeug che, in lingua tedesca significa "Aereo a propulsione umana".

### Bibliografiche
1. 1 2  Flight, 24 ottobre 1935, p. 430.
2. ↑  Akademische Fliegergruppe an der Universitat Karlsruhe e.V., 2007, p. 30.

### Pubblicazioni
- (EN) Man Power Flight, in Flight, Sutton, Surrey - UK, Reed Business Information Ltd., 24 ottobre 1935,  p. 430. URL consultato il 1º settembre 2017.